# مودستو اورروتیبئسکوا
مودستو اورروتیبئسکوا (اسپانیایی: Modesto Urrutibeazcoa‎؛ زادهٔ ۲۹ سپتامبر ۱۹۵۹) دوچرخه‌سوار اهل اسپانیا است. وی در مسابقات تور دو فرانس شرکت کرده است.